# مورسویل (آلاباما)
مورسویل (به انگلیسی: Mooresville) شهری در شهرستان لایمستون ایالت آلاباما است که مساحت آن ۰٫۳۱ کیلومتر مربع است و در سرشماری سال ۲۰۱۰ میلادی، ۵۳ نفر جمعیت داشته و تراکم جمعیتی آن، ۱۷۰٫۹۷ نفر در هر کیلومتر مربع بوده است.

## نگارخانه

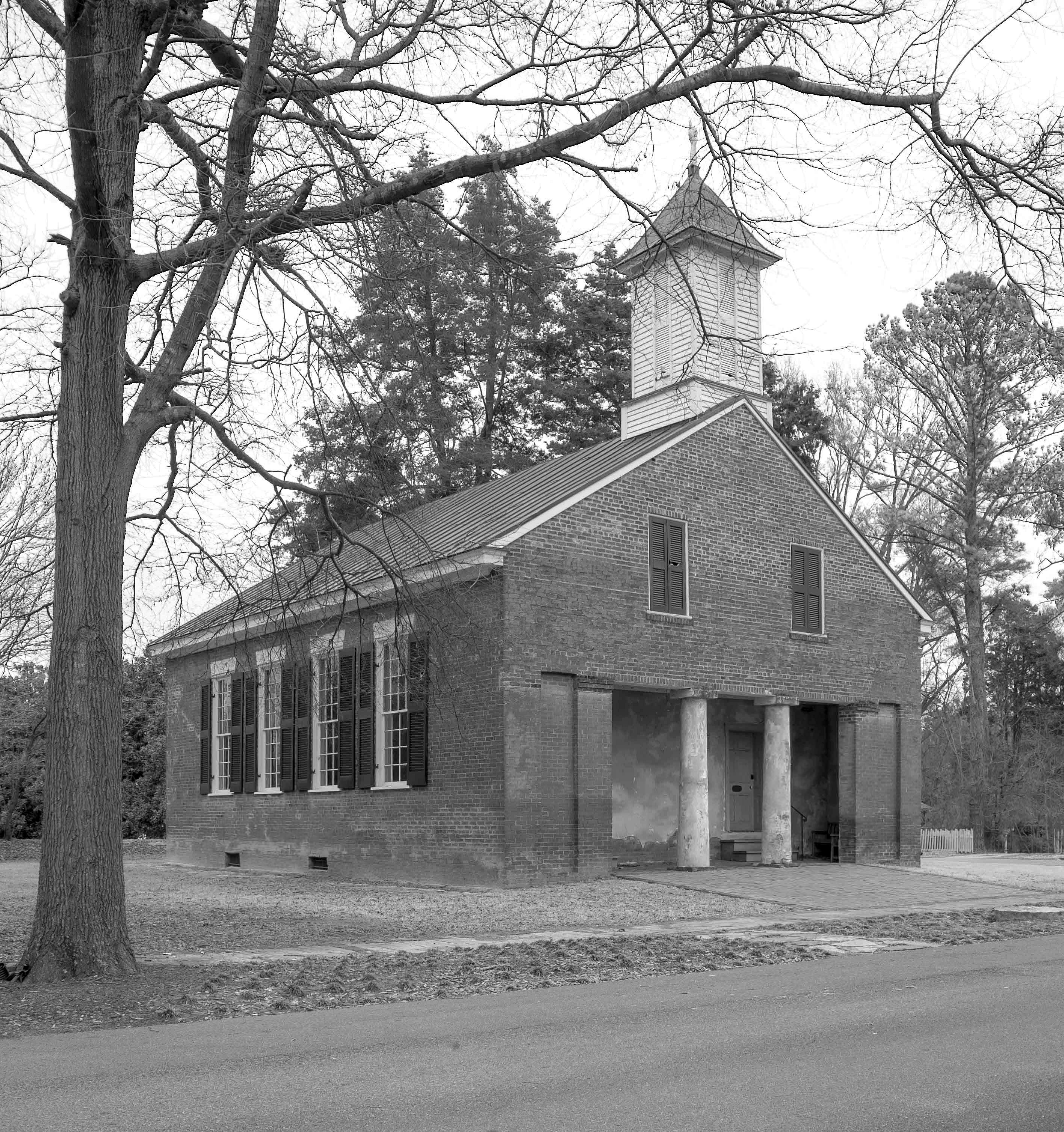
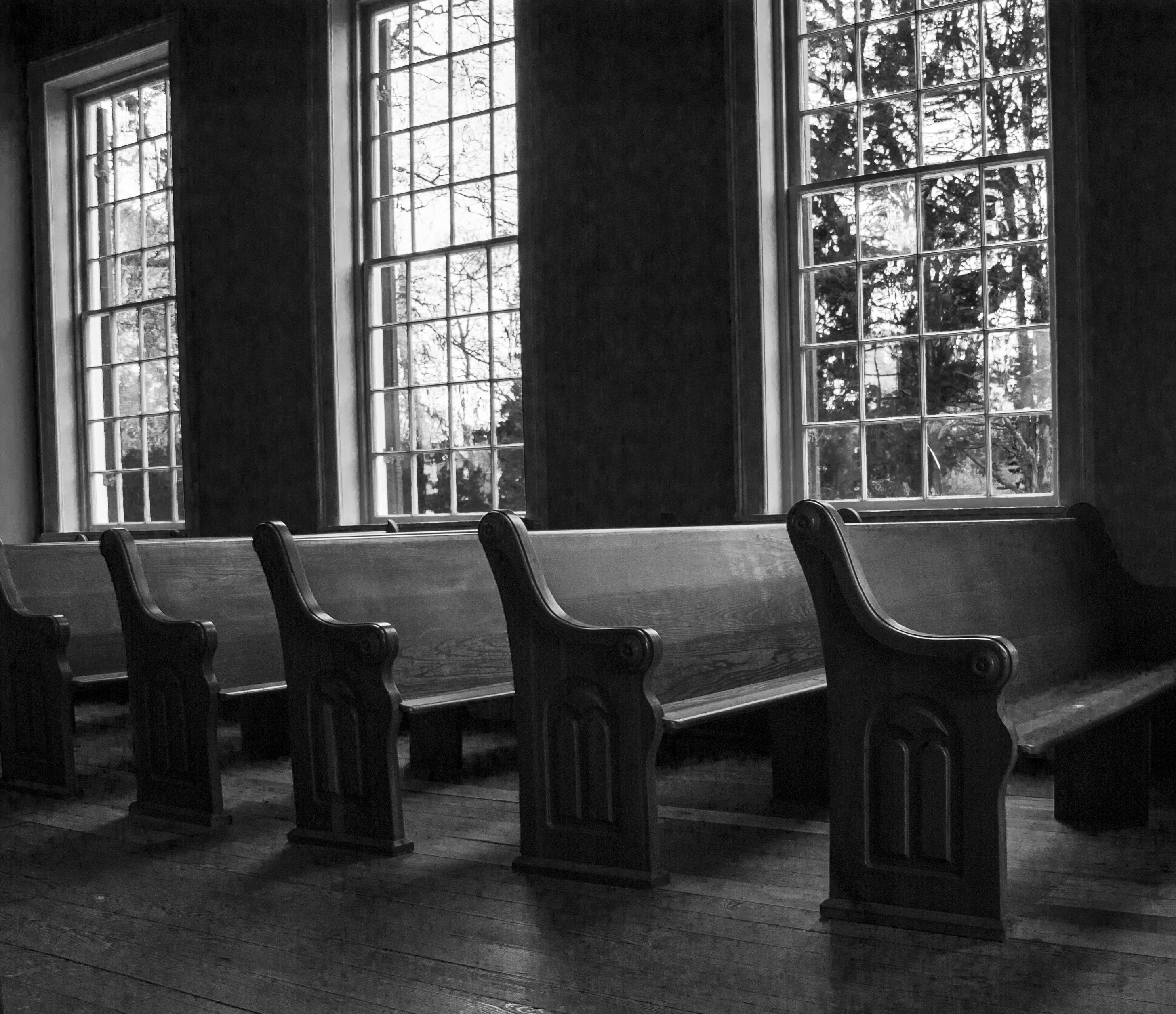